# Sør-Trøndelag
Sør-Trøndelag (eller Sydtrøndelag) var et tidligere fylke i Norge, men blev  1. januar 2018 sammenlagt med  Nord-Trøndelag  til fylket  Trøndelag. 
I 2002 var der 266.323 indbyggere, svarende til 5,8 % af den totale befolkning. Arealet er på 18.832 kvadratkilometer. Administrationen var placeret i Trondheim.

## Kommuner
Sor-Trøndelag har 25 kommuner:
| 1. Åfjord 2. Agdenes 3. Bjugn 4. Frøya 5. Hemne 6. Hitra 7. Holtålen 8. Klæbu 9. Malvik 10. Meldal 11. Melhus 12. Midtre Gauldal 13. Oppdal | 1. Orkdal 2. Ørland 3. Osen 4. Rennebu 5. Rissa 6. Roan 7. Røros 8. Selbu 9. Skaun 10. Snillfjord 11. Trondheim 12. Tydal |

63°23′N 10°16′Ø / 63.39°N 10.26°Ø